# Anne-Fatoumata M'Bairo
Anne-Fatoumata M'Bairo, née le 8 mai 1993 à Toulon, est une judokate française.
Elle évolue actuellement au Red Star Club Champigny Judo à Champigny-sur-Marne.

## Carrière
Elle est médaillée de bronze des plus de 70 kg à l'Universiade d'été de 2013 et médaillée de bronze des plus de 78 kg à l'Universiade d'été de 2017. 
Elle remporte aux Jeux de la Francophonie de 2017 à Abidjan la médaille d'argent en plus de 78 kg.
Aux Championnats du monde de judo 2018, elle remporte la médaille d'argent par équipe mixte.
Elle est médaillée de bronze par équipes aux Jeux européens de 2019.
Lors des championnats de France 2023 à Caen, elle devient championne de France pour la première fois.